# 多部未華子
多部未華子（日语：／ Tabe Mikako，1989年1月25日—），日本女演員，東京都出身，Hirata Office旗下所屬的藝人。

## 簡歷
- 小學5年級時，觀賞音樂劇「安妮」後，立志當女演員。
- 2003年出演Janne Da Arc的音樂錄影帶「Rainy 〜愛的調查〜」正式出道。同年，在秋天開拍的電影《HINOKIO》從1000名面試者中脫穎而出飾演女主角。
- 2005年憑電影《HINOKIO》《青空下講我知你愛我》獲得第48屆藍絲帶賞最佳新人獎。
- 2006年憑電影《225漫遊異境》獲得第21屆高崎電影節最佳新人獎。
- 2009年主演NHK晨間小說連續劇《翼》。

## 人物
- 最喜歡的食物是草莓還有母親製作的丸子。最討厭的食物則是青椒、蕃茄和茄子。
- 興趣是爵士舞、音樂鑑賞、欣賞吉本新喜劇（由吉本興業旗下搞笑藝人演出之劇場）。
- 特長是爵士樂、踢踏舞、游泳。
- 與新垣結衣是高中同學，因此一直關係很好。
- 歷經6年時間，在2013年3月從東京女子大學現代文化學部傳播學系畢業，取得學士學位。
- 2013年5月，和出演《花子與安妮》的演員窪田正孝傳出交往消息。直到2016年4月兩人分手。
- 與交往3年的攝影家熊田貴樹結婚，並於2019年10月1日對外宣布。[1]

## 出演

### 電影
- 理由（2004年12月）- 飾 篠田いずみ
- 硝子と鉛の火粉（2005年3月）- 主演 紅
- メールで届いた物語「CHANGE THE WORLD！」（2005年5月）- 飾 天使の女子高生
- 機器人奇諾丘（2005年7月）- 飾 工藤純
- 青空下講我知你愛我（2005年9月）- 飾 河原春奈
- 225漫遊異境（2006年3月）- 主演 田中エリ子
- 苦瓜（2006年6月）- 主演 鈴木ひろみ
- 夜間遠足（2006年9月）- 主演 甲田貴子
- 吾為君亡（2007年5月）- 飾 鳥濱礼子
- 恐怖童謠 表之章（2007年7月）- 主演 正木彩音
- 西遊記（2007年7月）- 飾 玲美
- 恐怖童謠 裏之章（2007年7月）- 主演 正木彩音
- Fish story（2009年4月）
- 健太與純與加世的國度（2010年6月）
- 只想告訴你（2010年9月） - 主演 黑沼爽子
- 源氏物語千年之謎（2011年12月）- 飾  葵の上
- 詐欺遊戲：再生（2012年3月）-主演 筱宮優
- 深夜食堂 電影版（2015年1月）- 飾 栗山美智留
- Piece of cake（日语：ピース_オブ_ケイク#映画）（2015年9月）- 主演 梅宫志乃
- 奇怪的她（2016年4月1日）- 主演 大鳥節子
- 續·深夜食堂（2016年11月5日）- 飾 栗山美智留
- 麵包超人電影版：布魯布魯的尋寶大冒險！（2017年7月1日）- 布魯布魯（配音）
- 日日是好日（日语：日日是好日_(映画)）（2018年10月13日）- 美智子
- 貓咪小虎～我成為貓的理由～（日语：トラさん#実写映画）（2019年2月15日）- 高畑奈津子
- 多十郎殉愛記（日语：多十郎殉愛記）（2019年4月12日）-
- 小小夜曲（日语：アイネクライネナハトムジーク_(小説)#映画）（2019年秋季公開預定）- 本間紗季

### 電視劇
- 東京少女 第4話「東京危機一髪」（2003年，BS-i）- 主演桜子隊員
- 女子高中生10億日元的賭！（2006年1月，朝日電視台）- 飾 山口摩湖
- 對岸的她（2006年1月，WOWOW）- 飾 野口魚子
- 魁!セレソンDX（2006年10月，大阪電視台）- 飾 絹子
- その5分前「明日への船出」（2006年12月29日、2007年1月4日，NHK綜合）- 主演 美沙
- 紫羅蘭花綻放時（2007年1月8日，BS-i；2007年4月1日，NHK綜合）- 主演 遠藤君子
- 貧窮貴公子（2007年7月，TBS）- 飾 池上隆子
- 鹿男與奈良（2008年1月，富士電視台）- 飾 堀田イト
- 暴走兄妹（2008年7月，日本電視台）- 飾 沖康子
- 翼（2009年3月，NHK）- 主演 玉木つばさ
- 不毛地帶（2009年10月，富士電視台）- 飾 壹岐直子
- GM ～跳舞的醫生（2010年7月，TBS）- 飾 小向桃子
- 小汪刑事（2011年1月，日本電視台） 主演 花森一子
- ジウ～警視庁特殊犯捜査係（2011年7月，朝日電視台） 主演 門倉美咲
- 浪花少年偵探團（2012年7月，TBS） 主演 竹內忍
- 大奧 ～誕生【有功·家光篇】（2012年，TBS）- 飾 德川家光
- LAST HOPE（2013年，富士電視台）- 飾  橘步美
- 東京バンドワゴン～下町大家族物語（2013年10月，日本電視台）  - 飾 槙野鈴美
- 我的存在時間（2014年1月，富士電視台）  - 飾 本郷恵
- 虐待狂刑警（2015年4月11日－6月20日，日本電視台）  - 主演 黒井マヤ
- 仰望師恩（日语：仰げば尊し_(2016年のテレビドラマ)）（7月11日－9月15日，TBS）  - 飾 樋熊奈津紀
- 原以為命中注定的戀愛不會降臨（2016年12月20日）- 主演 白野莉子
- 視覺探偵 日暮旅人（2017年1月22日－3月19日，日本電視台）- 飾 山川陽子
- 椿文具店 ～鎌倉代筆物語～（2017年4月14日－6月2日，NHK）- 主演  雨宮鳩子
- 只是先出生的我（日语：先に生まれただけの僕）（2017年10月14日－12月16日，日本電視台）- 飾 松原聰子
- 兩個祖國（日语：二つの祖国）（2019年3月23日・24日，東京電視台）- 飾 井本梛子[2]
- 明察小會計（2019年7月26日－9月27日，NHK）- 主演  森若沙名子
- 我的家政夫渚先生（2020年7月7日－9月1日，TBS） - 主演 [3]
- 太陽不能動-THE ECLIPSE-（2020年5月24日－6月28日，WOWOW）- 飾 落合香
- MY FAMILY（2022年4月10日－6月12日，TBS） - 飾 鳴澤未知留[4]
- 幸運的人（2023年3月6日，NHK）- 飾 松本咲良
- 最喜歡的花（2023年10月12日－12月21日，富士電視台）- 主演 潮ゆくえ（與松下洸平、神尾楓珠、今田美櫻主演）
- 慢行列車（2025年1月2日，TBS）- 飾 渋谷都子
- 對岸的家事～這就是我的生存之道！～（2025年4月1日－6月3日，TBS）- 主演 村上詩穗

### 动画
- 拉拉熊與小薰（2019年4月19日、Netflix）- 主演 小薰（配音）
- 拉拉熊：主題樂園大冒險（2022年8月25日、Netflix）- 主演 小薰（配音）

### 電視廣告
- Sony「PlayStation 2」（2003年5月 - 7月）
- 松尾製菓「チロルチョコ」（2004年2月）
- 積水ハウス（2004年8月 - 2008年）
- 讀賣新聞「yorimo」（2006年6月 - 2007年3月）
- 卡樂B「夏ポテト」（2006年6月 - 9月）
- 山崎麵包「中華まん」（2006年10月 - 2007年1月）
- JR東日本 （2007年）
- 三得利「南アルプスの天然水」（2007年）
- 任天堂DS「薩爾達傳說：幻影沙漏」（2007年）
- UNIQLO（2007年）
- 三菱東京UFJ銀行（2008年1月 - 6月）
- 肯德基 （2008年9月 - 12月）
- 大王製紙（2008年10月）
- UQ mobile（2016-2018年）

### 舞台劇
- 美少女戰士（2003年7月-2004年1月 - 飾 夜天光
- 農業少女（2010年3月1日-3月31日)
- 莎樂美（2012年5月31日-6月17日)
- 惡人會議（2012年8月1日-9月2日、2012年9月6日-9月13日)
- 晩餐（2013年10月3日至12月）
- 别让我走（2014年4月29日至5月15日）
- 漂亮神约定见面的女人（2014年12月5日至30日、2015年1月8日至18日)

### PV
- Janne Da Arc 『Rainy〜愛の調べ〜』
- LUNKHEAD 『夏の匂い』
- 蝉時雨 『兎と亀』
- SHAKA LABBITS 『シルク』
- DREAMS COME TRUE、Oreskaband、多部未華子、FUZZY CONTROL 『GOOD BYE MY SCHOOL DAYS』

### 廣告
- セシール『CUPOP』（2004年4月 - 2005年3月）
- 城南予備校（2006年度）
- 國土交通省『都市緑化月間』（2006年10月）
- 愛貝克思『Beautiful Woman』（2006年11月）
- 平成18年度春天的預防火警運動用海報
- 警察廳『匿名通報刻度盤』宣傳海報
- 中央公傷防止協會平成20年『年間標語』海報
- 東京都福祉人材センター （页面存档备份，存于）
- 警視廳『2個110番』宣傳海報

## 音樂
- DREAMS COME TRUE「GOOD BYE MY SCHOOL DAYS」（2009年2月25日）

「GOOD BYE MY SCHOOL DAYS -多部ちゃん系-」收錄。作為歌手初次亮相之作。

## 獎項
- 2005年
  - 第15回日本電影影評人大獎 新人獎
  - 第48回藍絲帶賞 最佳新人獎（機器人奇諾丘、青空下講我知你愛我）
- 2006年
  - 第21回高崎電影節 最佳新人獎（225漫遊異境）
- 2007年
  - 第4回月刊TVnavi日劇年度大賞 新進女演員獎
- 2009年
  - GOLD DREAM AWARD2009 文化芸能部门赏
- 2010年
  - 黃金飛翔獎（日语：エランドール賞） 新人獎
  - 第18回読売演剧大赏 杉村春子赏 新人赏（農業少女）
- 2011年
  - 第68回日劇學院賞 主演女優賞（小汪刑事）
- 2012年
  - 勝手に演劇大賞2012  プライム女優賞（莎樂美、惡人會議）
  - 第75回日劇學院賞 助演女優賞（大奧 ～誕生【有功·家光篇】）
- 2015年
  - 第25回日本電影影評人大獎 最佳女主角獎（Piece of Cake）